# ウジェーヌ・デュボワ

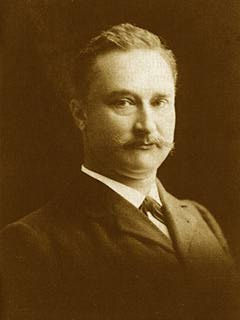
ウジェーヌ・デュボワ

マリ・ウジェーヌ・フランソワ・トマ・デュボワ（Marie Eugène François Thomas Dubois, 1858年1月28日 - 1940年12月16日）は、オランダの解剖学者、人類学者。
オランダ南東部リンブルフ州エイズデンに生まれる。デュボアは軍医として当時蘭領であったインドネシアに渡り、1891年にジャワ島トリニールで、原始人類（猿人）の頭蓋骨、顎骨、頚骨、2本の臼歯、左大腿骨の化石を発見し、ピテカントロプス・エレクトゥス（「直立歩行ができる猿人」の意、ジャワ原人）と名づけた。